# 前159年
| 千纪： | 前1千纪 |
| 世纪： | 前3世纪 \| 前2世纪 \| 前1世纪                                                                                         |
| 年代： | 前180年代 \| 前170年代 \| 前160年代 \| 前150年代 \| 前140年代 \| 前130年代 \| 前120年代                               |
| 年份： | 前164年 \| 前163年 \| 前162年 \| 前161年 \| 前160年 \| 前159年 \| 前158年 \| 前157年 \| 前156年 \| 前155年 \| 前154年 |
| 纪年： | 西汉汉文帝后元五年 |

## 大事记
- 漢文帝視察隴西、雍、代

## 逝世
- 欧克拉提德斯一世，希腊-巴克特里亚王国国王
- 欧迈尼斯二世，帕加马王国阿塔罗斯王朝统治者
- 泰伦提乌斯，罗马共和国时期的剧作家